# Dozyiet
Het mineraal dozyiet is een magnesium-aluminium-silicaat, een fyllosilicaat in een verbinding met magnesium, aluminium en twaalf hydroxylgroepen met de molecuulformule Mg7Al4Si4O15(OH)12. Het hoort bij de serpentijn-groep. Het is doorschijnend, het heeft geen specifieke kleur of is lichtpaars of lichtgroen, het heeft een parelglans en een witte streepkleur. Het heeft een monoklien kristalstelsel en de splijting is perfect volgens het kristalvlak [001]. De massadichtheid is 2,66 kg/dm3, de hardheid is 2,5 en het mineraal is niet radioactief.
Het mineraal dozyiet is naar de Nederlandse geoloog Jean Jacques Dozy (1908-2004) genoemd, voor het werk dat hij op de Ertsberg heeft gedaan in het Carstensz-gebergte op Nieuw-Guinea, in toenmalig Nederlands-Indië. Dat is dus de typelocatie, de plaats waar het mineraal voor het eerst is gevonden. Dozyiet werd in verweerd gesteente gevonden in de buurt van erts-afzettingen met goud, koper en zilver.